# MBC Group
Pour les articles homonymes, voir MBC.
Middle East Broadcasting Center (en arabe : مركز تلفزيون الشرق الأوسط) (Centre de radiodiffusion du Moyen-Orient) ou encore MBC Group est un groupe audiovisuel saoudien, fondé le 18 septembre 1991 à Londres. Le groupe, dont le siège a été déplacé à Dubai Media City en 2002 puis à Riyad en 2022, est dirigé par Bader ben Abdullah ben Mohammed ben Farhan al Saoud depuis janvier 2018.
MBC Group produit 18 chaînes de télévision diffusant des programmes d'information et de divertissement pour la région MENA (Moyen-Orient et Afrique du Nord) mais aussi à destination de l'Europe et l'Amérique.

## Histoire
Fondé le 18 septembre 1991 à Londres par Morad B. Chetouani, il donna son acronyme au nom de son groupe. Le groupe MBC lance au moment de sa création sa première chaîne MBC 1, une chaîne généraliste de divertissement, et la première chaîne de télévision indépendante retransmise gratuitement par satellite dans le monde arabe. La chaîne gratuite se trouve rapidement une audience. MBC est le premier groupe média arabe à se lancer dans la diffusion des chaînes de télévision en clair (free-to-air) dans la région.
En 1994, MBC lance la première station de radio privée d'Arabie saoudite, MBC FM. Diffusée dans le Royaume et dans le Golfe, elle diffuse de la musique, de la poésie arabe et des programmes de divertissement.
En 2002, le groupe délocalise son siège social à Dubaï. Sous la direction de Tim Riordan, MBC lance MBC 2 (cinéma et divertissement) et Al-Arabiya (information en continu) en 2003. MBC mène une politique d’ouverture des contenus à travers des émissions et des programmes dans plusieurs langues d'Europe.
En 2011, Tim Riordan cède sa place à Ali Jaber à la direction du groupe MBC. La même année, le groupe se lance dans la vidéo à la demande avec le site internet Shahid.net.
En 2013, MBC crée sa branche RSE qui regroupe les initiatives et contributions lancées, soutenues ou adoptées par le groupe audiovisuel au profit de diverses causes sociales et humanitaires. 
En 2014, MBC recentre ses intérêts ainsi que ses équipes journalistiques autour d’une rédaction saoudienne. MBC ferme ses 80 bureaux dans le monde arabe. La même année, le groupe MBC lance un bouquet de chaînes de sport gratuites (MBC Pro Sports) qui diffuse notamment le championnat d'Arabie saoudite de football.
En décembre 2017, Bader ben Abdullah ben Mohammed ben Farhan al Saoud devient président du groupe MBC et remplace son fondateur historique Waleed ben Ibrahim al Ibrahim. En mars 2018, les séries turques, très populaires dans le monde arabe, sont remplacées par des productions arabes, moins coûteuses et en accord avec les traditions et les valeurs de la région. Cette décision est due à une crise politique entre l'Arabie saoudite et la Turquie. Selon le ministre turc de la Culture, il s'agit d'une décision de "politiciens".
Le groupe a produit des séries présentant un biais pro-israélien selon certains analystes.

## Gouvernance

### Direction télévision
- 1998 - 2011 : Tim Riordan
- Depuis 2011 : Ali Jaber

### Direction générale
- Depuis 1991 : Ali al Hedeithy[11]

### Présidence
- 1991 - 2017 : Waleed ben Ibrahim al Ibrahim
- Depuis 2018 : Bader ben Abdullah ben Mohammed ben Farhan al Saoud

## Activités principales

### Télévision
| Logo | Chaîne | Date de création  | Accès                         |
| ---- | --- | ----------------- | ----------------------------- |
|      | MBC 1 Chaîne généraliste familiale à destination des pays du Golfe                                                                           | 20 septembre 1991 | Gratuite en SD Payante en HD  |
|      | MBC 2 Chaîne thématique diffusant des blockbusters hollywoodiens en version originale (VO) sous-titrés en arabe                              | 12 janvier 2003   | Gratuite en SD Payante en HD  |
|      | MBC 3 Chaîne thématique jeunesse destinée aux enfants                                                                                        | 8 décembre 2004   | Gratuite en SD Payante en HD  |
|      | MBC 4 Chaîne thématique orientée vers un public familiale et féminin et jeunesse en version originale (VO) sous-titrés en arabe              | 1er février 2005  | Gratuite en SD Payante en HD  |
|      | MBC Masr Chaîne généraliste familiale à destination de l'Egypte                                                                              | 9 novembre 2012   | Gratuite en SD Payante en HD  |
|      | MBC Masr 2 Chaîne généraliste familiale à destination de l'Egypte                                                                            | 1er janvier 2014  | Gratuite en SD Payante en HD  |
|      | MBC Iraq Chaîne généraliste familiale à destination de l'Irak                                                                                | 17 février 2019   | Gratuite en SD Gratuite en HD |
|      | MBC 5 Chaîne généraliste familiale à destination du Maghreb (Maroc principalement Libye, Maroc, Algérie, Tunisie, Egypte)                    | 21 septembre 2019 | Gratuite en SD Gratuite en HD |
|      | MBC Drama Chaîne thématique consacrée à la diffusion de séries dramatiques arabes                                                            | 27 novembre 2010  | Gratuite en SD Payante en HD  |
|      | MBC Bollywood Chaîne thématique diffusant des programmes indiens (séries, films et émissions) en version originale (VO) sous-titrés en arabe | 26 octobre 2013   | Gratuite en SD Payante en HD  |
|      | MBC Max Chaîne thématique diffusant des films récents, notamment des blockbusters américains en VO sous-titrés en arabe                      | 26 octobre 2008   | Gratuite en SD Payante en HD  |
|      | MBC Action Chaîne thématique orienté vers un public masculin en version originale (VO) sous-titrés en arabe                                  | 5 mars 2007       | Gratuite en SD Payante en HD  |
|      | MBC+ Variety Chaîne de divertissement (série, films et talk show) en version originale (VO) sous-titrés en arabe                             | 2013              | Gratuite en SD Payante en HD  |
|      | MBC+ Drama Chaîne diffusant des drames arabes                                                                                                | 1er février 2009  | Gratuite en SD Payante en HD  |
|      | Wanasah Chaîne musicale | 3 juillet 2007    | Gratuite en SD Payante en HD  |
|      | Al-Arabiya Chaîne d’information en continu                                                                                                   | 3 mars 2003       | Gratuite en SD Gratuite en HD |
|      | Al-Hadath Chaîne d'information et documentaire                                                                                               | 12 janvier 2012   | Gratuite en SD Payante en HD  |
|      | MBC Persia Chaîne diffusant du contenu en farsi                                                                                              | 9 juillet 2008    | Gratuite en SD Gratuite en HD |
|      | MBC Masr Drama Chaîne égyptienne dédiée aux séries arabes                                                                                    | 20 février 2025   | Gratuite en SD Gratuite en HD |

### Radio
| Logo | Station                                                                     | Date de création |
| ---- | --------------------------------------------------------------------------- | ---------------- |
|      | MBC FM Radio généraliste ciblant le public saoudien et les pays du Golfe    | 1994             |
|      | Panorama FM Radio musicale ciblant un public jeune à travers le monde arabe | 2005             |

### Production audiovisuelle et distribution

Le groupe MBC lance en 2002 une société de production, O3 Productions, spécialisée dans la production et l'acquisition de programmes. O3 Productions finance et produit des programmes tels que des films d'action, thrillers, séries dramatiques ou comédies.

### Internet
| Logo | Site internet | Contenu |
| ---- | ------------- | --- |
|      | Alarabiya.net | Site internet d’information en continu qui regroupe les deux chaînes Alarabiya et Alhadath en plus de radio Alarabiya FM |
|      | Shahid.net    | Site internet de vidéo à la demande gratuit (SVOD) avec une version payante Shahid VIP                                   |
|      | Actionha.net  | Site internet de divertissement en arabe accès sur les programmes de la chaîne MBC Action                                |

## Canada
En janvier 2007, la chaîne MBC Channel (America) a été ajoutée à la liste des services admissibles au Canada par le CRTC. Elle fut retirée en avril 2016, alors que MBC Drama HD a été ajouté en décembre 2016. La chaîne MBC Masr est aussi distribuée chez Vidéotron.